# Europawahl in der Slowakei 2024
- PS: 6
- KDH: 1
- REP: 2
- HLAS: 1
- Smer: 5

Sitzordnung nach Fraktionen
- RE: 6
- EVP: 1
- ESN: 1
- NI: 7

Die Europawahl in der Slowakei 2024 fand am 8. Juni als Teil der EU-weiten Europawahl 2024 statt. Sie wird die fünfte Wahl zum Europäischen Parlament. In der Slowakei wurden 15 der 720 Abgeordneten des Europaparlaments gewählt.

## Ausgangslage

### Scheidendes Parlament
| Fraktion                       | Fraktion                                               | Mandate | Partei            | Partei                               | Mandate |
| ------------------------------ | ------------------------------------------------------ | ------- | ----------------- | ------------------------------------ | ------- |
|                                | Fraktion der Europäischen Volkspartei                  | 4 / 14  |                   | Kresťanskodemokratické hnutie        | 2 / 14  |
|                                | Fraktion der Europäischen Volkspartei                  | 4 / 14  | Hnutie Slovensko  | 1 / 14                               |         |
|                                | Fraktion der Europäischen Volkspartei                  | 4 / 14  | Demokrati         | 1 / 14                               |         |
|                                | Renew Europe                                           | 4 / 14  |                   | Progresívne Slovensko                | 2 / 14  |
|                                | Renew Europe                                           | 4 / 14  | Demokrati         | 1 / 14                               |         |
|                                | Renew Europe                                           | 4 / 14  | Unabhängige       | 1 / 14                               |         |
|                                | Fraktion der Progressiven Allianz der Sozialdemokraten | 1 / 14  |                   | Smer – slovenská sociálna demokracia | 1 / 14  |
|                                | Europäische Konservative und Reformer                  | 1 / 14  |                   | Sloboda a Solidarita                 | 1 / 14  |
|                                | Fraktionslose                                          | 4 / 14  |                   | Smer – slovenská sociálna demokracia | 2 / 14  |
|                                | Fraktionslose                                          | 4 / 14  | Slovenský Patriot | 1 / 14                               |         |
|                                | Fraktionslose                                          | 4 / 14  | Hnutie Republika  | 1 / 14                               |         |
|                                |                                                        |         |                   |                                      |         |
| Quelle: Europäisches Parlament |                                                        |         |                   |                                      |         |

### Listen und Parteien
24 Parteien und Listenkoalitionen treten mit insgesamt 324 Kandidaten zur Wahl an. Nur 5 davon mit einer Frau an der Spitze.
| N.  | Liste | Liste                                                                    | Partei                                                                   | Partei                                                                   | Europapartei | Erstplatzierter in der Liste |
| --- | ----- | ------------------------------------------------------------------------ | ------------------------------------------------------------------------ | ------------------------------------------------------------------------ | ------------ | ---------------------------- |
| 1   |       | Slovenský PATRIOT                                                        | Slovenský PATRIOT                                                        | Slovenský PATRIOT                                                        | –            | Miroslav Radačovský          |
| 2   |       | MySlovensko                                                              | MySlovensko                                                              | MySlovensko                                                              | –            | Štefan Panenka               |
| 3   |       | Demokrati (D)                                                            | Demokrati (D)                                                            | Demokrati (D)                                                            | EVP          | Jaroslav Naď                 |
| 4   |       | Magyar Szövetség – Maďarská aliancia (SZÖVETSÉG – ALIANCIA)              | Magyar Szövetség – Maďarská aliancia (SZÖVETSÉG – ALIANCIA)              | Magyar Szövetség – Maďarská aliancia (SZÖVETSÉG – ALIANCIA)              | EVP          | József Berényi               |
| 5   |       | Slovenská demokratická a kresťanská únia – Demokratická strana (SDKÚ–DS) | Slovenská demokratická a kresťanská únia – Demokratická strana (SDKÚ–DS) | Slovenská demokratická a kresťanská únia – Demokratická strana (SDKÚ–DS) | –            | Branislav Rybárik            |
| 6   |       | Spájame občanov slovenska (SOSK)                                         | Spájame občanov slovenska (SOSK)                                         | Spájame občanov slovenska (SOSK)                                         | –            | Libuška Nicholson            |
| [7] |       | Pirátska strana - Slovensko (Slovenskí Piráti)                           | Pirátska strana - Slovensko (Slovenskí Piráti)                           | Pirátska strana - Slovensko (Slovenskí Piráti)                           | PPEU         | Zuzana Šubová                |
| 8   |       | Spoločne občania slovenska (SOS)                                         | Spoločne občania slovenska (SOS)                                         | Spoločne občania slovenska (SOS)                                         | –            | Andrej Krajiček              |
| 9   |       | Socialisti.sk                                                            | Socialisti.sk                                                            | Socialisti.sk                                                            | –            | Artúr Bekmatov               |
| 10  |       | Slovenská národná strana                                                 |                                                                          | Slovenská národná strana (SNS)                                           | ID           | Andrej Danko                 |
| 10  |       | Slovenská národná strana                                                 | Život – národná strana                                                   | –                                                                        |              | Andrej Danko                 |
| 10  |       | Slovenská národná strana                                                 | Národná koalícia                                                         | –                                                                        |              | Andrej Danko                 |
| 11  |       | Republika                                                                |                                                                          | Hnutie Republika                                                         | –            | Milan Uhrík                  |
| 11  |       | Republika                                                                | Alternatíva pre Slovensko (ApS)                                          | –                                                                        |              | Milan Uhrík                  |
| 11  |       | Republika                                                                | DOMOV národná strana (DOMOV-NS)                                          | –                                                                        |              | Milan Uhrík                  |
| 12  |       | Slovenská ľudová strana Andreja Hlinku (SĽS)                             | Slovenská ľudová strana Andreja Hlinku (SĽS)                             | Slovenská ľudová strana Andreja Hlinku (SĽS)                             | –            | Jozef Sásik                  |
| 13  |       | SRDCE vlastenci a dôchodcovia – Slovenská národná jednota (SRDCE–SNJ)    | SRDCE vlastenci a dôchodcovia – Slovenská národná jednota (SRDCE–SNJ)    | SRDCE vlastenci a dôchodcovia – Slovenská národná jednota (SRDCE–SNJ)    | –            | Jozef Tokár                  |
| 14  |       | Kotlebovci – Ľudová strana Naše Slovensko (ĽSNS)                         | Kotlebovci – Ľudová strana Naše Slovensko (ĽSNS)                         | Kotlebovci – Ľudová strana Naše Slovensko (ĽSNS)                         | APF          | Marian Kotleba               |
| 15  |       | Zdravý rozum                                                             | Zdravý rozum                                                             | Zdravý rozum                                                             | –            | Ján Baránek                  |
| 16  |       | Komunistická strana Slovenska (KSS)                                      | Komunistická strana Slovenska (KSS)                                      | Komunistická strana Slovenska (KSS)                                      | EL           | Ján Chalabala                |
| 17  |       | Kresťanská únia (KÚ)                                                     | Kresťanská únia (KÚ)                                                     | Kresťanská únia (KÚ)                                                     | ECPM         | Milan Krajniak               |
| 18  |       | Smer – slovenská sociálna demokracia (Smer-SSD)                          | Smer – slovenská sociálna demokracia (Smer-SSD)                          | Smer – slovenská sociálna demokracia (Smer-SSD)                          | – a          | Monika Beňová                |
| 19  |       | Kresťanskodemokratické hnutie (KDH)                                      | Kresťanskodemokratické hnutie (KDH)                                      | Kresťanskodemokratické hnutie (KDH)                                      | EVP          | Miriam Lexmann               |
| 20  |       | Sloboda a Solidarita (SASKA)                                             | Sloboda a Solidarita (SASKA)                                             | Sloboda a Solidarita (SASKA)                                             | EKR          | Richard Sulík                |
| 21  |       | Progresívne Slovensko (PS)                                               | Progresívne Slovensko (PS)                                               | Progresívne Slovensko (PS)                                               | ALDE         | Ľudovít Ódor                 |
| 22  |       | Slovensko – Za ľudí                                                      |                                                                          | Slovensko (SLOVENSKO)                                                    | EVP          | Peter Pollák                 |
| 22  |       | Slovensko – Za ľudí                                                      | Za ľudí                                                                  | –                                                                        |              | Peter Pollák                 |
| 23  |       | Hlas – sociálna demokracia (HLAS)                                        | Hlas – sociálna demokracia (HLAS)                                        | Hlas – sociálna demokracia (HLAS)                                        | – a          | Branislav Becík              |
| 24  |       | Volt Slovensko (Volt)                                                    | Volt Slovensko (Volt)                                                    | Volt Slovensko (Volt)                                                    | Volt         | Lucia Kleštincová            |

## Umfragen
| Datum           | Institut        | PS   | D    | Smer | LSNS | KDH | SaS | Slovensko | KÚ  | MA  | SNS             | HLAS  | REP   | ZR    | Sonst. |
| --------------- | --------------- | ---- | ---- | ---- | ---- | --- | --- | --------- | --- | --- | --------------- | ----- | ----- | ----- | ------ |
| 05.06.2024      | Ipsos           | 21,9 | 5,2  | 24,6 | 1,0  | 6,3 | 5,7 | 4,4       | 1,5 | 5,1 | 3,2             | 11,2  | 8,7   | 0,7   | 0,5    |
| 04.06.2024      | Median          | 20,6 | 4,9  | 22,5 | 1,4  | 7,2 | 7,0 | 6,6       | –   | 3,3 | 2,3             | 14,0  | 9,4   | –     | 0,8    |
| 22.05.2024      | Ipsos           | 23,5 | 3,4  | 24,4 | 1,7  | 7,1 | 5,7 | 5,3       | –   | 4,8 | 4,0             | 10,3  | 9,0   | –     | 0.8    |
| 20.05.2024      | NMS             | 23,4 | 3,5  | 17,3 | 0,9  | 4,8 | 7,4 | 4,8       | 1,6 | 3,1 | 3,0             | 11,2  | 12,6  | 2,2   | 4,1    |
| 21.05.2024      | AKO             | 25,6 | 3,4  | 17,6 | 1,0  | 7,0 | 6,7 | 2,7       | 0,6 | 3,7 | 5,2             | 14,4  | 8,5   | –     | 3,6    |
| 26.04.2024      | NMS             | 24,3 | 4,4  | 19,8 | 0,7  | 4,6 | 7,0 | 3,6       | 0,8 | 2,9 | 3,2             | 12,0  | 10,7  | 2,2   | 3,6    |
| 23.04.2024      | AKO             | 27,2 | 2,7  | 15,2 | 1,0  | 6,7 | 6,5 | 3,2       | 0,8 | 5,0 | 4,1             | 14,2  | 7,5   | 1,5   | 4,4    |
| 14.02.2024      | Ipsos           | 24,6 | 2,3  | 26,7 | 2,1  | 8,2 | 4,6 | 4,9       | 4,9 | 2,4 | 4,8             | 11,8  | 6,4   | –     | 1,2    |
| Europawahl 2019 | Europawahl 2019 | 20,1 | 20,1 | 15,7 | 12,1 | 9,7 | 9,6 | 5,3       | 3,9 | 5,0 | 4,1 + 2,1 + 0,7 | k. K. | k. K. | k. K. | 9,3    |

## Ergebnis

### Nach Parteien
| Listen                                        | Listen                                                         | Stimmen   | %    | Mandate |
| --------------------------------------------- | -------------------------------------------------------------- | --------- | ---- | ------- |
|                                               | Progresívne Slovensko                                          | 410.844   | 27,8 | 6       |
|                                               | Smer – slovenská sociálna demokracia                           | 365.794   | 24,8 | 5       |
|                                               | Republika                                                      | 185.137   | 12,5 | 2       |
|                                               | Hlas – sociálna demokracia                                     | 106.076   | 7,2  | 1       |
|                                               | Kresťanskodemokratické hnutie                                  | 105.602   | 7,1  | 1       |
|                                               | Sloboda a Solidarita                                           | 72.703    | 4,9  | –       |
|                                               | Demokrati                                                      | 69.204    | 4,7  | –       |
|                                               | Magyar Szövetség – Maďarská aliancia                           | 57.350    | 3,9  | –       |
|                                               | Slovensko – Za ľudí                                            | 29.385    | 2,0  | –       |
|                                               | Slovenská národná strana                                       | 28.102    | 1,9  | –       |
|                                               | Zdravý rozum                                                   | 13.867    | 0,9  | –       |
|                                               | Kresťanská únia                                                | 9.313     | 0,6  | –       |
|                                               | Kotlebovci – Ľudová strana Naše Slovensko                      | 7.103     | 0,5  | –       |
|                                               | Slovenský PATRIOT                                              | 5.412     | 0,4  | –       |
|                                               | Komunistická strana Slovenska                                  | 2.232     | 0,2  | –       |
|                                               | Volt Slovensko                                                 | 1.923     | 0,1  | –       |
|                                               | Socialisti.sk                                                  | 1.800     | 0,1  | –       |
|                                               | SRDCE vlastenci a dôchodcovia – Slovenská národná jednota      | 1.274     | 0,1  | –       |
|                                               | MySlovensko                                                    | 1.214     | 0,1  | –       |
|                                               | Spájame občanov slovenska                                      | 1.143     | 0,1  | –       |
|                                               | Spoločne občania slovenska                                     | 588       | 0,0  | –       |
|                                               | Slovenská ľudová strana Andreja Hlinku                         | 486       | 0,0  | –       |
|                                               | Slovenská demokratická a kresťanská únia – Demokratická strana | 416       | 0,0  | –       |
| Gesamt                                        | Gesamt                                                         | 1.476.968 | 100  | 15      |
|                                               |                                                                |           |      |         |
| Ungültige Stimmen                             | Ungültige Stimmen                                              | 28.208    | 1,9  |         |
| Wähler                                        | Wähler                                                         | 1.505.176 | 34,4 |         |
| Wahlberechtigte                               | Wahlberechtigte                                                | 4.377.093 |      |         |
|                                               |                                                                |           |      |         |
| Quelle: Štatistický úrad Slovenskej republiky |                                                                |           |      |         |